# Per Wistrand
Per Wistrand, född 7 februari 1703 i Östra Tollstads socken, död 11 februari 1774 i Rogslösa socken, var en svensk präst.

## Biografi
Per Wistrand föddes 1703 i Östra Tollstads socken. Han var son till Anders Persson och Kerstin Larsdotter. Wistrand studerade i Linköping och blev hösten 1726 student vid Uppsala universitet. Han prästvigdes 7 maj 1730 i Karlstad och blev 1733 komminister i Eksjö landsförsamling. Wistrand blev 1747 kyrkoherde i Rogslösa församling. Han predikade vid prästmötet 1751. Wistrand avled 1774 i Rogslösa socken.
En minnesvård över Wistrand finns på Rogslösa kyrkogård. Hans fru Elisabeth Wigius gav i testamente efter honom en malmljusstake med fem pipor till Rogslösa kyrka.

### Familj
Wistrand gifte sig 2 april 1733 med Elisabeth Wigius (1711–1799), som var dotter till kyrkoherden i Veta Samuel Wigius. De fick tillsammans barnen Anna Emerentia (1734–1735), Anna Christina, Margareta, Samuel (1739–1811), Andreas (1741–1744), Maria Elisabeth och Anders (1747–1772).